# 辛奇 (臺灣導演)
辛奇（1924年10月23日—2010年10月22日），本名辛金傳，台灣電影導演，以執導台語片而著名，代表作品有《三八新娘憨子婿》、《三聲無奈》、《再會十七歲》、《危險的青春》、《地獄新娘》、《阿西父子》、《燒肉粽》、《難忘的車站》等。1971年起擔任老三台多部電視劇的戲劇指導（導演）。

## 導演電影
- 1956年 《甘國寶過台灣》
- 1957年 《薄命花》
- 1957年 《妙英飄零記》
- 1958年 《恨命莫怨天》
- 1963年 《吻一下》
- 1963年 《湯島白梅記》
- 1964年 《為了五角銀》
- 1964年 《河邊春夢》
- 1964年 《天災地變彼一夜》
- 1964年 《恩愛三百六十五回》
- 1965年 《故鄉聯絡船》
- 1965年 《女通緝犯》
- 1965年 《難忘的車站》
- 1965年 《破棉被》
- 1965年 《求妳原諒》
- 1965年 《雙面情人》
- 1965年 《悲戀公路》
- 1965年 《地獄新娘》
- 1965年 《後街人生》
- 1966年 《冰點》
- 1966年 《夢中的媽媽》
- 1966年 《死光錶》
- 1966年 《悲戀關子嶺》
- 1966年 《玉面狐狸》
- 1967年 《酒女夢》
- 1967年 《暗淡的月》
- 1967年 《三八新娘憨子婿》
- 1967年 《南北歌王》
- 1967年 《三聲無奈》
- 1968年 《醉俠神劍》
- 1968年 《勿欠賬》
- 1968年 《少女的煩惱》
- 1968年 《阿西返外家》
- 1968年 《處女心》
- 1968年 《阿西做大舅》
- 1969年 《暗光島》
- 1969年 《阿西父子》
- 1969年 《劉茶古遊台北》
- 1969年 《新烘爐新茶古》
- 1969年 《金瓜寮老師父》
- 1969年 《再會十七歲》
- 1969年 《無法度》
- 1969年 《燒肉粽》
- 1969年 《危險的青春》
- 1969年 《妙夫妙妻》
- 1969年 《丈夫要出嫁》
- 1969年 《鑼聲若響》
- 1970年 《鬼見愁》
- 1970年 《盲女勾魂劍》
- 1971年 《大煞星》
- 1971年 《隱身女俠》
- 1972年 《晶晶尋母記》
- 1979年 《醉魚醉蝦醉螃蟹》

## 演出電視劇
- 1996年 公視籌委會《春花望露》飾林世同

## 外部連結
- 辛奇在互联网电影资料库（IMDb）上的資料（英文）（英文）
- 在AllMovie上辛奇的頁面（英文）
- 辛奇在香港影庫上的簡介
- 辛奇在时光网上的簡介（简体中文）